# Сан Лео Бастија
Сан Лео Бастија је насеље у Италији у округу Перуђа, региону Умбрија.
Према процени из 2011. у насељу је живело 210 становника. Насеље се налази на надморској висини од 304 м.